# Луизино (исторический район)
Луи́зино — исторический район в Петродворцовом районе Санкт-Петербурга между линией Балтийской ж. д., Прогонной ул., Парковой ул. и южной границей застройки ул. Луизино. Входит в состав муниципального образования «Город Петергоф».

## История
Ранее — деревня Дворцового ведомства.
Основана в первой половине XIX в. при Николае I и названа в честь его тещи — матери императрицы Александры Феодоровны — королевы Луизы (1776—1810), жены короля Пруссии Фридриха Вильгельма III из династии Гогенцоллернов.
Частью Луизино является историческая местность Суворовский городок, где с 1946 по 1960 г. находилось Ленинградское суворовское пограничное военное училище. С юга Луизино граничит с историческим районом Скороход.
Ближайшая пригородная железнодорожная станция — Новый Петергоф.